# Înfiere

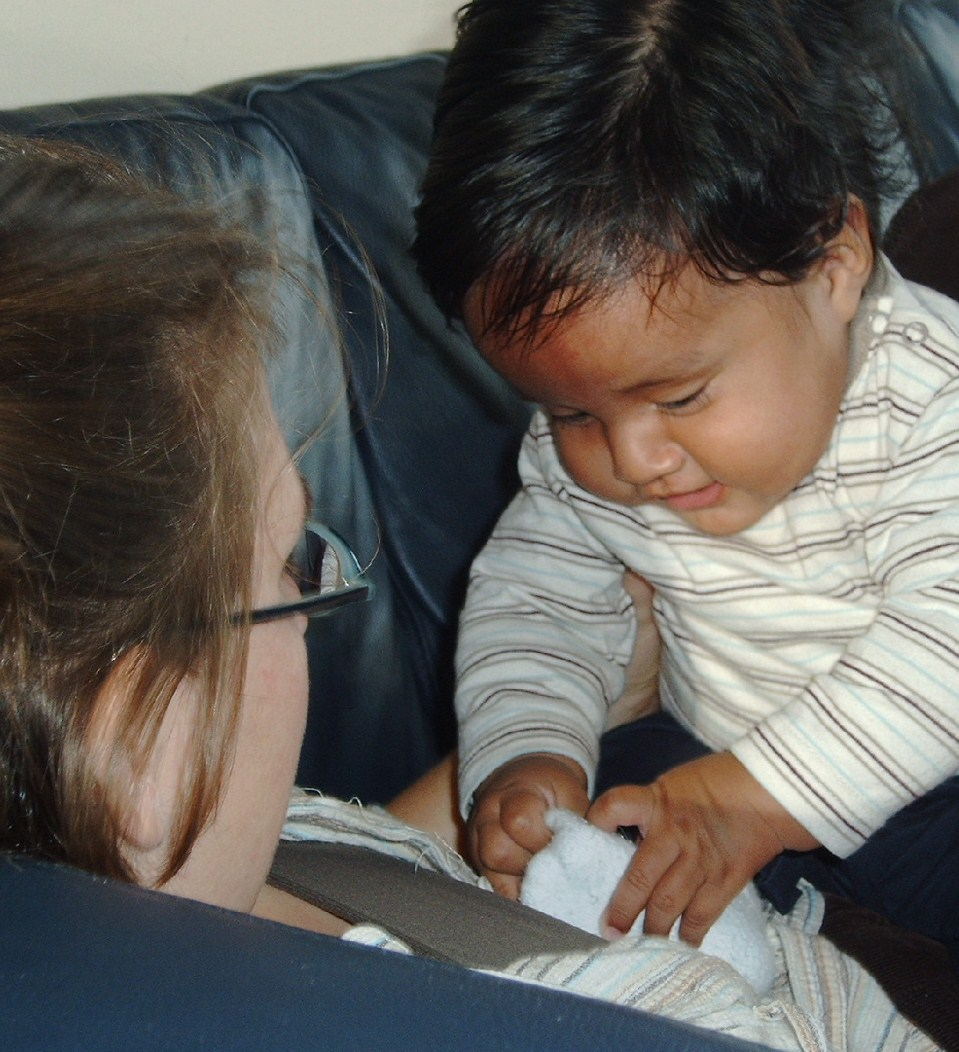
Înfiere inter-rasială

Înfierea sau adopția reprezintă actul juridic prin intermediul căruia o persoană devine părinte pentru un copil care nu îi este fiu (sau fiică) biologic(ă). Adopția, în funcție de legislația fiecărui stat, se poate realiza de către un cuplu căsătorit, o persoană necăsătorită sau un cuplu homosexual.
După înfiere, părinții adoptivi dobândesc aceleași drepturi de paternitate ca și fiii biologici, în schimb părinții care au dat spre adopție copilul își pierd drepturile de paternitate.

## Perspectivă istorică
Actul de înfiere în vechime a fost privit ca un act de caritate față de un copil singur sau care provenea dintr-o familie care nu mai putea să-i ofere un trai bun. Astăzi însă, acest act este văzut ca o dublă experiență, aceea de a conferi copilului șansa de a crește într-o familie, care îl poate întreține, precum și bucuria adultului (adulților) de a fi părinte (părinți).